# Enrico Carzino
(La Stampa, Lunedì 9 aprile 1923.)
Enrico Carzino (Sampierdarena, 23 settembre 1897 – Genova, 6 febbraio 1965) è stato un calciatore italiano, di ruolo portiere.
Era noto come Carzino I per distinguerlo dal fratello Ercole conosciuto come Carzino II anch'egli calciatore, o con il soprannome "testa d'oro".
Suo figlio Luigi seguì le orme paterne, giocando anch'egli a calcio nello stesso ruolo del genitore.

## Biografia
Figlio di Luigi, nato a San Salvatore Monferrato nel 1862, operaio aderente alla Società Operaia di Mutuo Soccorso Universale (che fu una delle due società che permisero la nascita della Ginnastica Sampierdarenese), Enrico era il fratello maggiore di Ercole, anch'egli calciatore, e di Alfredo (nato nel 1899), partigiano della Divisione Garibaldi "Cichero", caduto il 22 dicembre 1944.

## Caratteristiche tecniche
Magro e di altezza media, Carzino era veloce nelle uscite, sicuro ed abile nel parare i rigori. Ottimo nel posizionamento fra i pali, era molto abile nel bloccare la palla e nelle uscite basse, avvezzo a interventi vistosi.

## Carriera
Esordì  insieme a Giuseppe Capra, Federico Munerati e Gino Rossetti nella stagione 1919-1920, vincendo la Coppa Sport Club Virtus.
Con la Sampierdarenese esordì nella stagione 1920-1921, ottenendo il quinto posto del campionato ligure. Nella stagione seguente ottenne il secondo posto finale nel campionato organizzato dalla FIGC, perdendo le finali scudetto contro la Novese.
Nella Prima Divisione 1922-1923 ottenne il terzo posto nel Girone A, il nono nel Girone A della Prima Divisione 1923-1924 ed il decimo nella sua ultima stagione con i liguri.
Carzino lasciò la Sampierdarenese nel 1925 per trasferirsi al Genoa. In rossoblu esordì il 2 gennaio 1927, nella vittoria esterna contro il Napoli, conclusasi 3-2 sul campo per i liguri ed a tavolino, sempre a favore del Genoa, 2-0.
In rossoblu rivestì sempre il ruolo di secondo alle spalle di Giovanni De Prà, totalizzando 18 presenze e sfiorando due volte lo scudetto, nella Divisione Nazionale 1927-1928 e nella Serie A 1929-1930, concludendo entrambe le stagioni in seconda posizione. Pur posto in lista di trasferimento nell'agosto 1930, rimase comunque nelle file rossoblù anche nella stagione seguente.
Fu capitano del Genoa riserve, con cui vinse quattro campionati dal 1927 fino al 1931.
Lasciato il Genoa definitivamente, passò nel 1931 all'Imperia in terza serie, dove fu capitano nella stagione 1931-1932. Grazie anche alle sue parate, l'Imperia riuscì a mantenere la categoria.
Il presidente Giuseppe Saglietto lo riconfermò per la stagione consecutiva.
Nel 1933, alla età di 36 anni, lasciò l'Imperia per giocare con il Pontedecimo allenato da Delfo Bellini. Coprì il ruolo di primo portiere, per poi essere rimpiazzato da Rota.
Nel 1936 giocò una partita amichevole con altre vecchie glorie del Genoa. Dopo la guerra giocò altre partite di questo genere, ma con la maglia della Sampierdarenese.

## Statistiche

### Presenze e reti nei club
| Stagione               | Squadra                | Campionato             | Campionato | Campionato | Coppe nazionali | Coppe nazionali | Coppe nazionali | Coppe continentali | Coppe continentali | Coppe continentali | Totale | Totale |
| Stagione               | Squadra                | Comp                   | Pres       | Reti       | Comp            | Pres            | Reti            | Comp               | Pres               | Reti               | Pres   | Reti   |
| ---------------------- | ---------------------- | ---------------------- | ---------- | ---------- | --------------- | --------------- | --------------- | ------------------ | ------------------ | ------------------ | ------ | ------ |
| 1919-1920              | Virtus Spezia          | 2ª Cat                 | 6          | -8         | -               | -               | -               | -                  | -                  | -                  | 6      | -8     |
| 1920-1921              | Sampierdarenese        | 1ª Cat                 | 12         | -11        | -               | -               | -               | -                  | -                  | -                  | 12     | -11    |
| 1921-1922              | Sampierdarenese        | 1ª Cat                 | 16         | -10        | -               | -               | -               | TI                 | 6                  | -11                | 22     | -21    |
| 1922-1923              | Sampierdarenese        | 1ª Div                 | 22         | -21        | -               | -               | -               | TSS                | 2                  | -3                 | 24     | -24    |
| 1923-1924              | Sampierdarenese        | 1ª Div                 | 22         | -32        | -               | -               | -               | -                  | -                  | -                  | 22     | -32    |
| 1924-1925              | Sampierdarenese        | 1ª Div                 | 19         | -28        | -               | -               | -               | -                  | -                  | -                  | 19     | -28    |
| Totale Sampierdarenese | Totale Sampierdarenese | Totale Sampierdarenese | 91         | -102       | -               | -               | -               | -                  | 9                  | -14                | 100    | -116   |
| 1925-1926              | Genoa                  | 1ª Div                 | -          | -          | -               | -               | -               | -                  | -                  | -                  | -      | -      |
| 1926-1927              | Genoa                  | DN                     | 3          | 0          | CN+CA           | 4               | -4              | -                  | -                  | -                  | 7      | -4     |
| 1927-1928              | Genoa                  | DN                     | 4          | -4         | -               | -               | -               | -                  | -                  | -                  | 4      | -4     |
| 1928-1929              | Genoa                  | DN                     | 10         | -8         | -               | -               | -               | CEC                | 1                  | -1                 | 11     | -9     |
| 1929-1930              | Genoa                  | A                      | 1          | 0          | -               | -               | -               | CEC                | -                  | -                  | 1      | 0      |
| 1930-1931              | Genoa II               | 2ª Div                 | 12         | -5         | -               | -               | -               | -                  | -                  | -                  | 12     | -5     |
| Totale Genoa           | Totale Genoa           | Totale Genoa           | 18         | -12        | -               | 4               | -4              | -                  | 1                  | -1                 | 23     | -17    |
| 1931-1932              | Imperia                | 1ª Div                 | 29         | -41        | -               | -               | -               | -                  | -                  | -                  | 29     | -41    |
| 1932-1933              | Imperia                | 1ª Div                 | 0          | 0          | -               | -               | -               | -                  | -                  | -                  | 0      | 0      |
| Totale Imperia         | Totale Imperia         | Totale Imperia         | 29         | -41        | -               | -               | -               | -                  | -                  | -                  | 29     | -41    |
| 1933-1934              | Pontedecimo            | 1ª Div                 | +1         | 0          | -               | -               | -               | -                  | -                  | -                  | 1      | 0      |
| Totale Campionato      | Totale Campionato      |                        | 157        | -168       | -               | 4               | -4              | -                  | 10                 | -15                | 171    | -187   |

### Carriera da allenatore
| Stagione  | Squadra | Campionato | Campionato | Campionato | Campionato | Campionato | Vittorie |
| Stagione  | Squadra | Comp       | G          | V          | N          | P          | Vittorie |
| --------- | ------- | ---------- | ---------- | ---------- | ---------- | ---------- | -------- |
| 1932-1933 | Imperia | C          | 26         | 12         | 3          | 11         | 46,15    |

## Palmarès
- Prima Categoria: 1

Sampierdarenese: Secondo Posto 1921-1922
- Squadra riserve: Campionato Riserva

Genoa II: 1927-1928
- Divisione Nazionale: 1

Genoa: Secondo Posto 1927-1928
- Serie A: 1

Genoa: Secondo Posto 1929-1930
- Seconda Divisione: 1

Genoa II: 1930-1931